# Wish (film)
Pour les articles homonymes, voir Wish et Hope.
Pour plus de détails, voir Fiche technique et Distribution.
Wish ou Hope (hangeul : 소원 ; RR : So-won ; litt. « Vœu ») est un film dramatique sud-coréen réalisé par Lee Joon-ik, sorti en 2013.

## Synopsis
Les parents Dong-hoon et Mi-hee sombrent dans le désespoir : leur fillette So-won (Hope en anglais) a été victime d'une agression sexuelle qui lui laissera de graves séquelles physiques et psychiques. Avec beaucoup de courage, la famille et l'entourage de l'enfant s'engagent corps et âmes pour aider Hope à surmonter cette épreuve et se réintégrer dans la société.

## Fiche technique
- Titre original : 소원 (So-won)
- Titre international : Wish ou Hope[1]
- Réalisation : Lee Joon-ik
- Scénario : Jo Joong-hoon et Kim Ji-hye
- Photographie : Kim Tae-Kyoung
- Montage : Kim Sang-bum et Kim Jae-bum
- Musique : Bang Joon-seok
- Société de distribution : Lotte Entertainment
- Pays d'origine : Corée du Sud
- Langue officielle : coréen
- Format : couleur - 2.35 : 1 - 35 mm
- Genre : drame
- Durée : 122 minutes
- Date de sortie :
  -  Corée du Sud : 2 octobre 2013
  -  France : 31 octobre 2013 (Festival du film coréen à Paris)[1]

## Distribution
- Seol Kyeong-gu : Dong-hoon, le père de So-won
- Uhm Ji-won : Mi-hee, la mère de So-won
- Lee Re : So-won
- Kim Hae-sook : Jeong-sook, le psychiatre
- Kim Sang-ho : Gwang-sik, le meilleur ami de Dong-hoon
- Ra Mi-ran : la mère de Yeong-seok

## Production
En janvier 2013, la compagnie de distribution Lotte Enternmaint annonce le retour du réalisateur Lee Joon-ik, après deux ans d'absence depuis son film Battlefield Heroes (평양성, 2011). Lee Joon-ik accepte l'offre de la production et engage l'acteur Seol Kyeong-gu pour tenir le rôle du père Dong-hoon.
Les auditions sont finalement annoncées, Eom Ji-won est choisie pour interpréter le rôle de la mère Mi-hee, Kim Hae-sook en physiatre et Kim Sang-ho, le meilleur ami de Dong-hoon.
Le tournage commence le 13 avril à Changwon dans la province du Gyeongsang du Sud pour s'achever le 24 juin 2013 à Busan.

## Box-office
| Pays ou région | Box-office        | Date d'arrêt du box-office | Nombre de semaines |
| -------------- | ----------------- | -------------------------- | ------------------ |
| Corée du Sud   | 2 707 527 entrées | 1er décembre 2013          | 9                  |

## Distinctions

### Nomination
- Festival du film coréen à Paris 2013 : Film d'ouverture

### Récompenses
- Blue Dragon Film Awards 2013[6],[7] :
  - Meilleure actrice second rôle (Ra Mi-ran)
  - Meilleur film
  - Meilleur scénario (Jo Joong-hoon et Kim Ji-hye)
  - Prix de popularité (Seol Kyeong-gu)